# پشه‌ماهی
پشه‌ماهی (نام علمی: Gambusia affinis) نام یک گونه از تیره ماهیان گامبوزیا است.